# As God is my witness, I'll never be hungry again
As God is my witness, I'll never be hungry again (Tạm dịch: Có Chúa chứng giám, con sẽ không bao giờ bị đói một lần nữa) là một câu thoại trong tiểu thuyết Cuốn theo chiều gió và bộ phim cùng tên của nhân vật Scarlett O'Hara do Vivien Leigh thể hiện.

## Hoàn cảnh
Scarlett, một người đẹp miền Nam Hoa Kỳ, là con gái của một điền chủ giàu có ở Quận Clayton, Georgia trước cuộc Nội chiến năm 1861. Nàng đã góa chồng, có một đứa con trai, và hộ tống người em chồng Melanie Hamilton vừa sinh con chạy từ Atlanta về trang trại Tara khi thành phố bị quân Liên bang miền Bắc của tướng Sherman bao vây. Tara đã bị tàn phá, và Scarlett cùng toàn bộ gia đình và các gia nhân trải qua một thời kì khó khăn, không đủ ăn, mặc không đủ ấm. Nàng, một tiểu thư quý phái trước nay chỉ biết khiêu vũ và yêu đương, giờ phải trở thành trụ cột chống đỡ toàn bộ gia đình. Kiên cường và đầy sức sống, Scarlett không hề chịu thua và một ngày, khi nằm trên khu vườn trang trại Twelve điêu tàn, đói cồn cào, nàng đã hét to: "Có Chúa chứng giám, con sẽ không bao giờ bị đói một lần nữa" như một cách khẳng định quyết tâm của nàng quyết vươn lên từ những nghèo khó hôm nay.

## Bình chọn
Câu thoại này được bình chọn thứ 59 trong Danh sách 100 câu thoại đáng nhớ trong phim của Viện phim Mỹ